# Yiannis Savvidakis

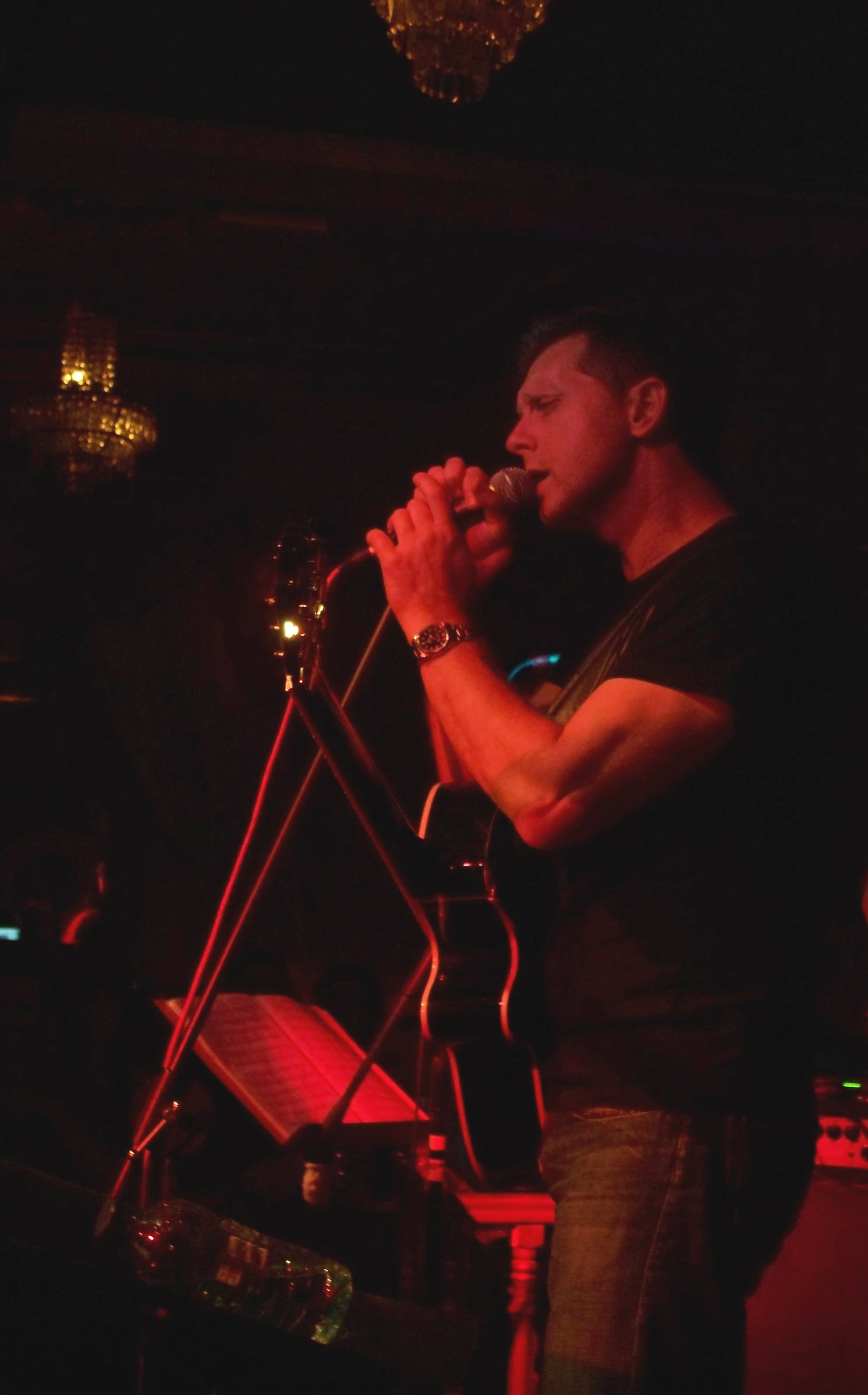

Yiannis Savvidakis (Grieks: Γιάννης Σαββιδάκης) (Zografou, 1 april 1963) is een Grieks zanger.

## Biografie
Savvidakis werd in 1963 geboren in Zografou. Zijn vader was maatschappelijk werker, zijn moeder lerares. Op z'n twaalfde begon hij met het spelen van viool en piano. Later behaalde hij een diploma in de lichamelijke opvoeding.
Yiannis Savvidakis is vooral bekend geraakt dankzij zijn deelname aan het Eurovisiesongfestival 1989 in het Zwitserse Lausanne. Samen met Fani Polymeri werd hij door de Cypriotische openbare omroep uitgekozen om het eiland te vertegenwoordigen. Met het nummer Apopse as vrethoume eindigde het gelegenheidsduo op de elfde plaats. In datzelfde jaar bracht hij zijn eerste album uit. Nadien was hij ook enige tijd te zien in de Griekse soap Tis Ellados ta paidia.
1981: Island · 
1982: Anna Vissi · 
1983: Stavros & Konstandina · 
1984: Andy Paul · 
1985: Lia Vissi · 
1986: Elpida · 
1987: Alexia · 
1989: Fani Polymeri & Yiannis Savvidakis · 
1990: Haris Anastasiou · 
1991: Elena Patroklou · 
1992: Evridiki · 
1993: Zimboulakis & Van Beke · 
1994: Evridiki · 
1995: Alexandros Panayi · 
1996: Constantinos Christoforou · 
1997: Hara & Andreas Konstantinou · 
1998: Michalis Hatzigiannis · 
1999: Marlain · 
2000: Voice · 
2002: One · 
2003: Stelios Konstantas · 
2004: Lisa Andreas · 
2005: Constantinos Christoforou · 
2006: Annet Artani · 
2007: Evridiki · 
2008: Evdokia Kadi · 
2009: Christina Metaxa · 
2010: Jon Lilygreen & The Islanders · 
2011: Christos Mylordos · 
2012: Ivi Adamou · 
2013: Despina Olympiou · 
2015: Giannis Karagiannis · 
2016: Minus One · 
2017: Hovig · 
2018: Eleni Foureira · 
2019: Tamta · 
2021: Elena Tsagrinou · 
2022: Andromache · 
2023: Andrew Lambrou · 
2024: Silia Kapsis · 
2025: Theo Evan